# Esther de Boer-van Rijk

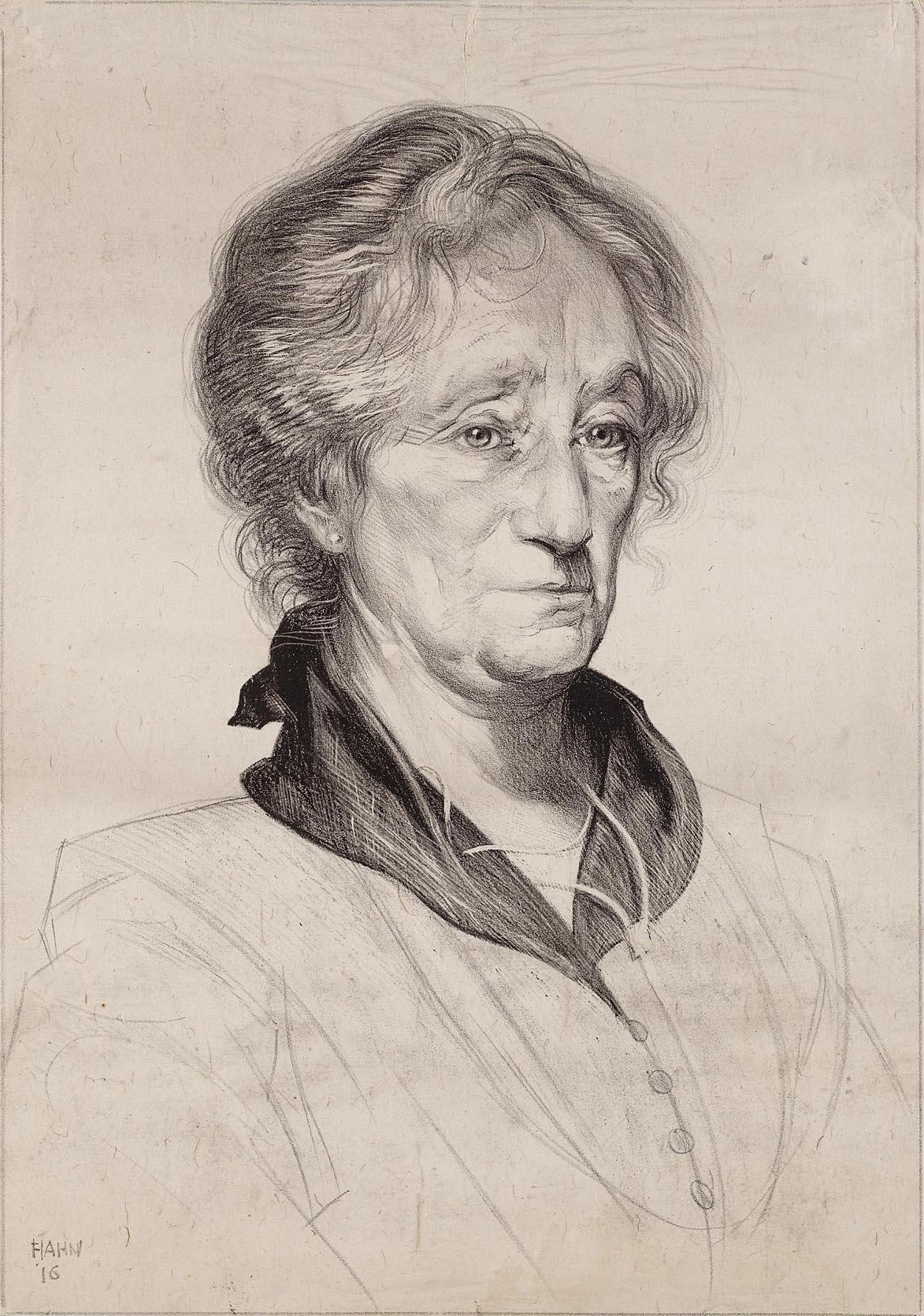
Esther de Boer-van Rijk

Ester de Boer-van Rijk, auch Esther de Boer-van Rijk (* 28. Juli 1853 in Rotterdam; † 7. September 1937 in Amsterdam), war eine niederländische Schauspielerin.

## Leben
Ester van Rijk wurde am 28. Juli 1853 in Rotterdam geboren. Ihr Vater war der Verwalter Samuel Moses van Rijk (ca. 1811–ca. 1861), ihre Mutter die Näherin Adriana Wolfhart (ca. 1813–1892). Sie war das zehnte und jüngste Kind einer orthodox-jüdischen Familie im Rotterdamer Zandstraatkwartier. Ihr Vater starb, als sie acht Jahre alt war, und ab ihrem zwölften Lebensjahr musste sie in der Nähwerkstatt ihrer Mutter mithelfen.
Bereits früh war es ihr Wunsch, Schauspielerin zu werden. Sie fing als Amateurin an, lernte ihre Rollen in der Nähwerkstatt, mit dem Textbuch auf dem Schoß. Sie gab 1867 ihr Debüt in „Der Jäger, der Husar und das Austernmädchen“ von C. Alex van Ray. Dabei war sie so erfolgreich, dass sie auch gebeten wurde, sich anderen Amateurkompanien anzuschließen. Den Preis als beste Schauspielerin bei einem Wettbewerb für Amateurschauspieler gewann sie, als sie 19 Jahre alt war. Danach wurde ihr ein Engagement bei der fortschrittlichen Rotterdamer Companie Le Gras, Van Zuylen und Haspels angeboten. Esters Mutter wollte nicht, dass ihre Tochter Schauspielerin wurde, doch Regisseur Antoine le Gras konnte sie überzeugen.
Sie nannte sich nun Esther van Rijk, mit einem „h“, weil es schöner aussah und spielte 1874 ihre erste Rolle als professionelle Schauspielerin  in Emma Berthold von J.J. Cremer. Sie nahm ein Engagement in Antwerpen bei Victor Driessens an, doch kehrte sie schnell nach Rotterdam zurück, da sie Heimweh hatte. In Rotterdam heiratete Esther van Rijk am 24. August 1881 den Amsterdamer Posaunisten Henri de Boer (1850–1917). Sie hatte ihn auf einer Messe in Groningen kennengelernt. Ein Jahr später folgte sie ihm nach Amsterdam, dort hatte er eine Anstellung bei einer Opernkompanie bekommen und im selben Jahr wurde ihre Tochter Sophie geboren. Ihr Mann wurde jedoch krank, er hatte erste Symptome einer Krankheit, die ihn lähmen würde. Es konnte bald nicht mehr arbeiten und Esther de Boer-van Rijk wurde die Ernährerin der Familie und kümmerte sich um die Pflege ihres Mannes.
Mehrere Saisons spielte Esther de Boer-van Rijk mit der Kompanie des Salon des Variétés. Es entwickelte sich in der Zeit zu einem Avantgarde-Theater, das Stücke von Schriftstellern wie Henrik Ibsen, Émile Zola und August Strindberg aufführte. Das waren zu der Zeit hochmoderne Stücke der Alltagsrealität, die Schauspieler mussten möglichst natürlich spielen, jedoch stellte sich heraus, dass es kein finanzieller Erfolg war und die Kompanie ging in Konkurs. Esther de Boer-van Rijk trat 1893 der Nederlandsche Tooneelvereeniging von Herman Heijermans bei. Sie entwickelte sich dort zu einer der großen Schauspielerinnen des niederländischen Theaters. Dazu trugen ihre Rollen der Esther in  „Ghetto“ (1898) und des Engels in „Das siebte Gebot“ (1899) bei.

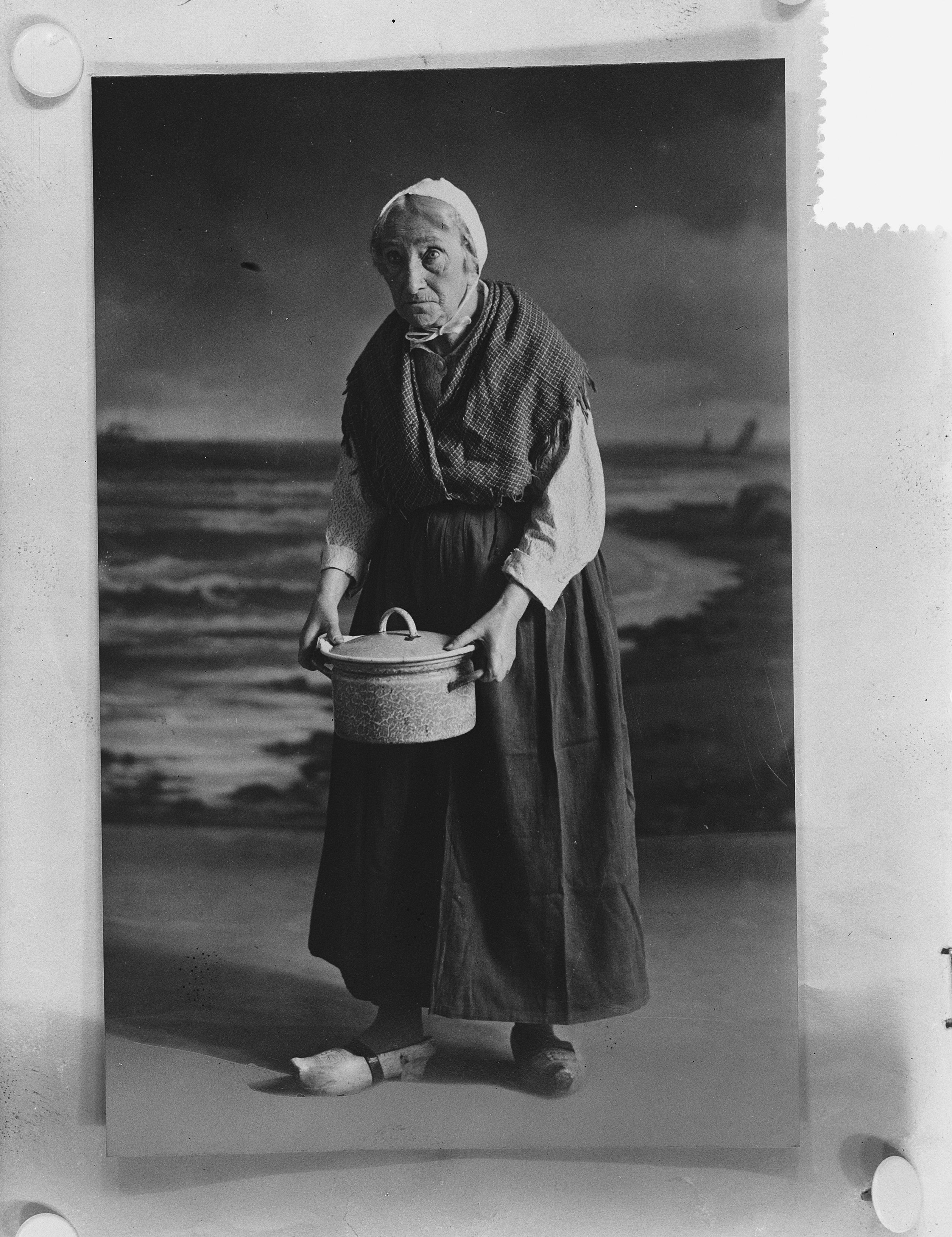
Esther de Boer-van Rijk als „Kniertje“

Im Jahr 1900 spielte Esther de Boer-van Rijk zum ersten Mal die Rolle, die mit ihrem Namen verbunden wurde: „Kniertje“ in „Op Hoop van Blessing“. Mehr als 1.200 Mal ging sie als Kniertje mit einem Topf Suppe über die Bühne. Diese Rolle spielte sie auch in zwei Verfilmungen (1918 und 1934). Es folgten weitere Rollen in Stücken von Herman Heijermans: darunter die Magd Annemie in „De maid“ (1908), Jeanne in „Zwieback mit Mäusen“ (1910), die Magd Brigitta in „Nocturne“ (1910), diese Rolle wurde ihr von Heijermans gewidmet, Eva in „Eva Bonheur“ (1917) und Moeke in Van Ouds „De Morgenster“ (1923). Dieses letzte Stück, das Heijermans speziell zum goldenen Jubiläum von De Boer-van Rijk geschrieben hat, war kein Erfolg. Sie spielte auch in weiteren Stücken von Zola, Ibsen, Hauptmann, Simons-Mees und Van Eeden.
Die Nederlandsche Tooneelvereeniging ging 1912 bankrott und Herman Heijermans gründete ein neues Unternehmen, die N.V. De Tooneelvereeniging Dieses Unternehmen bestand bis 1922. Danach war Van Rijk, die inzwischen 69 Jahre alt war und bereits seit 1917 verwitwet war, erneut ohne Anstellung. Sie hatte finanzielle Probleme und war gezwungen, weiter zu spielen. Sie gründete ein eigenes Unternehmen, mit dem sie durch die Niederlande reiste, 1924 wurde daraus die Kompanie Esther de Boer-van Rijk. Gespielt wurden vor allem Heijermans‘ Erfolgsstücke Op Hoop van Zegen, Eva Bonheur und De mei. Trotz ihrer ständigen finanziellen Sorgen engagierte sich Van Rijk für wohltätige Zwecke. Dies reichte vom Verein über die Nachsorge für Tuberkulosepatienten „Zonnestraal“ bis hin zu Sammlungen für die Pensionskasse für Schauspieler. Und so stolz sie auf ihre jüdische Herkunft war, so engagierte sie sich auch für jüdische Organisationen und zionistische Aktionen.
Sie spielte auch Gastrollen bei anderen Kompanien, bis sie 1927 zu Het Schouwtooneel kam. In den Jahren 1933–1937 hatte sie wieder ihre eigene Kompanie, das De Boer-van Rijk Ensemble. Sie spielte bis kurz vor ihrem Tod. Nach einer Operation beschloss sie, aufzuhören. Kurz vor ihrem Tod besuchte sie das damalige Palästina, wo ihre Enkelin auf einer Hühnerfarm arbeitete. Ihre Abschiedstournee, die sie noch einmal durch das ganze Land führen sollte, wurde abgesagt. Esther de Boer-van Rijk starb am 7. September 1937 nach kurzer Krankheit zu Hause in Amsterdam.